# Везир (Древен Египет)
 Тази статия е за везира в Древен Египет.  За везира в Османската империя вижте везир.  
Везир (тжати) е дворцова титла в Древен Египет.
Въведена е при Снофру (Четвърта династия), а за първи път с нея е титулуван Нефермаат. Административната длъжност води началото си от по-ранна епоха от историята на Древен Египет и е изпълнявана при Джосер от Имхотеп, наричан в по-късните текстове тжати.
Везирът е началник на държавните длъжности в Древен Египет, както и на централната администрация. Той опосредства волята на фараона и е „негови очи и уши“. В този смисъл правомощията му са били огромни.

## Изпълнителски правомощия
Като своеобразен министър на вътрешните дела той приема докладите на номарсите, контролира разпределението на земите, администрацията на занаятчийските гилдии, ръководи силите по обществения ред (виж отряди на реда), свиква войската. Пратениците му (упут) разнасят заповедите му, правят разследвания от негово име, пътуват в дълбоката провинция, за да контролират пряко древноегипетската администрация.
Като своеобразен министър на правосъдието той председателства древноегиптския Върховния съд и различни чиновнически съвети (виж държавни служители в Древен Египет и древноегипетско право).
Като пряко осигуряващ фиска везирът приема всеки ден отчета на пазителя на държавния печат за управлението на хазната, като везирът е натоварен и със събирането на налозите и е отговорен за това пред фараона.
Везирските отговорности са били големи, протоколът му е обширен и разнообразен, а за поста му се изисквал такъв писар, който да бъде „най-учен между учените“.
При Старото царство везирът е избиран между синовете или внуците на фараона, а през тиванската епоха това е някой чиновник, блестящо изкачил се по йерархичната стълбица и отличил се между другите с високите си качества.
При Новото царство често е имало по 2 везири - 1 за Делтата (Долен Египет) и 1 за Горен Египет.
От многобройните гробници на везирите от Новото царство е видно, че везирите в Древен Египет са били влиятелни и богати личности. Денят на везира, описан в надписите на гробницата на Рехмара, везир на Тутмос III, започвал с посещение при фараона, по време на което везирът се осведомявал за здравето на владетеля, след което му докладвал за състоянието на вътрешните работи в царството.
Бремето на древноегипетския везир, символизирано от изображението на Маат, било носено върху дълга дреха, характерна за общественото му положение и заемания държавен пост – труден за изпълнение, обсебващ със задължения и същевременно достоен за волевата личност.